# Kolumbianischer Nachtaffe
Der Kolumbianische Nachtaffe (Aotus lemurinus) ist eine Primatenart aus der Gruppe der Nachtaffen (Aotidae).

## Merkmale
Wie alle Nachtaffen sind Kolumbianische Nachtaffen relativ kleine Primaten. Ihr Gewicht beträgt etwa 0,9 Kilogramm, wobei die Männchen etwas schwerer als die Weibchen werden. Ihr Fell, das länger als das anderer Nachtaffen ist, ist am Rücken und an der Außenseite der Gliedmaßen graubraun gefärbt, der Bauch und die Innenseite der Gliedmaßen sind hellgrau oder hellbraun. Der Schwanz ist länger als der Rumpf und buschig. Die großen, braunen Augen sind von weißen Feldern umgeben, entlang des Kopfes ziehen sich drei dunkle Streifen, jeweils einer außerhalb eines jeden Auges und einer über die Stirn bis zur Nase. Von anderen Nachtaffen unterscheiden sie sich im längeren Fell und in der Chromosomenzahl.

## Verbreitung und Lebensraum

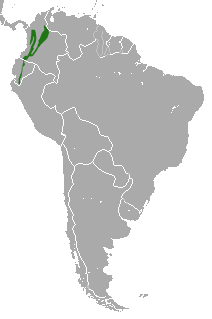
Verbreitung des Kolumbianischen Nachtaffen

Kolumbianische Nachtaffen sind in den Andenregionen Kolumbiens und Ecuadors verbreitet, wo sie in Wäldern zwischen 1000 und 3200 Metern Seehöhe vorkommen.

## Lebensweise
Über die Lebensweise ist wenig bekannt, sie dürfte jedoch mit der der übrigen Nachtaffen übereinstimmen. Sie sind nachtaktiv und halten sich meist in den Bäumen auf. Dort bewegen sie sich auf allen vieren und springend fort. Nachtaffen leben in monogamen Familiengruppen von zwei bis fünf Tieren und bewohnen feste Reviere, die sie gegenüber Artgenossen verteidigen. Die Hauptnahrung dieser Tiere besteht aus Früchten, daneben fressen sie auch Blätter und Insekten. Durch ihre nachtaktive Lebensweise vermeiden sie Konkurrenz zu tagaktiven, dominanteren Arten.

## Gefährdung
Hauptbedrohung für die Kolumbianischen Nachtaffen stellen die Zerstörung ihres Lebensraums durch Waldrodung und Umwandlung in landwirtschaftlich genutzte Flächen dar. Bewaffnete Konflikte erschweren die Umsetzung von Schutzmaßnahmen. Insgesamt wird die Art von der IUCN als „gefährdet“ (vulnerable) gelistet.

## Systematik
Der Östliche Graukehl-Nachtaffe ist eine von rund 10 bis 13 Arten der Nachtaffen, die heute unterschieden werden. Er wird innerhalb der Nachtaffen zum nördlichen Artenschwarm gerechnet, der die nördlich des Amazonas lebenden Tiere zusammenfasst. Die Systematik innerhalb dieser Gruppe war umstritten, es gibt einige sich äußerlich ähnelnde Arten, die sich aber in der Chromosomenzahl unterscheiden. So werden der Panama-Nachtaffe (Aotus zonalis), der Grauhand-Nachtaffe (Aotus griseimembra) und der Brumback-Nachtaffe (Aotus brumbacki), die früher als Unterarten des Kolumbianischen Nachtaffen galten, heute als eigene Arten geführt. Andererseits wird der Hershkovitz-Nachtaffe, der früher als eigene Art Aotus hershkovitzi galt, heute mit dieser Art zusammengefasst.